# Rhynchium marianense
Rhynchium marianense är en stekelart som först beskrevs av Joseph Charles Bequaert och Keizo Yasumatsu 1939.  Rhynchium marianense ingår i släktet Rhynchium och familjen Eumenidae. Inga underarter finns listade i Catalogue of Life.